# Aidan Lea
Aidan Lea (ur. 22 lipca 1997) – kanadyjska siatkarka, grająca na pozycji środkowej. Od sezonu 2019/2020 występuje we francuskiej drużynie Clamart Volley-Ball.